# Distrito de Rochefort
El distrito de Rochefort es un distrito (en francés arrondissement) de Francia, que se localiza en el departamento de Charente Marítimo (en francés Charente-Maritime), de la región de Nueva Aquitania. Cuenta con 13 cantones y 79 comunas.

## División territorial

### Cantones
Los cantones del distrito de Rochefort son:
1. Cantón de Aigrefeuille-d'Aunis
2. Cantón de Le Château-d'Oléron
3. Cantón de Marennes
4. Cantón de Rochefort-Centre
5. Cantón de Rochefort-Nord
6. Cantón de Rochefort-Sud
7. Cantón de Royan-Est
8. Cantón de Royan-Ouest
9. Cantón de Saint-Agnant
10. Cantón de Saint-Pierre-d'Oléron
11. Cantón de Surgères
12. Cantón de Tonnay-Charente
13. Cantón de La Tremblade

### Comunas
| 1. Aigrefeuille-d'Aunis (17003)   | 2. Ardillières (17018)                   | 3. Arvert (17021)                         | 4. Ballon (17032)                      |
| 5. Beaugeay (17036)               | 6. Bouhet (17057)                        | 7. Bourcefranc-le-Chapus (17058)          | 8. Breuil-Magné (17065)                |
| 9. Breuil-la-Réorte (17063)       | 10. Breuillet (17064)                    | 11. La Brée-les-Bains (17486)             | 12. Cabariot (17075)                   |
| 13. Chaillevette (17079)          | 14. Chambon (17080)                      | 15. Champagne (17083)                     | 16. Le Château-d'Oléron (17093)        |
| 17. Ciré-d'Aunis (17107)          | 18. Dolus-d'Oléron (17140)               | 19. Forges (17166)                        | 20. Fouras (17168)                     |
| 21. Genouillé (17174)             | 22. Le Grand-Village-Plage (17485)       | 23. La Gripperie-Saint-Symphorien (17184) | 24. Le Gua (17185)                     |
| 25. Hiers-Brouage (17189)         | 26. Landrais (17203)                     | 27. Loire-les-Marais (17205)              | 28. Lussant (17216)                    |
| 29. Marennes (17219)              | 30. Marsais (17221)                      | 31. Les Mathes (17225)                    | 32. Moragne (17246)                    |
| 33. Mornac-sur-Seudre (17247)     | 34. Moëze (17237)                        | 35. Muron (17253)                         | 36. Nieulle-sur-Seudre (17265)         |
| 37. Port-des-Barques (17484)      | 38. Puyravault (17293)                   | 39. Péré (17272)                          | 40. Rochefort (17299)                  |
| 41. Royan (17306)                 | 42. Saint-Agnant (17308)                 | 43. Saint-Augustin (17311)                | 44. Saint-Coutant-le-Grand (17320)     |
| 45. Saint-Denis-d'Oléron (17323)  | 46. Saint-Froult (17329)                 | 47. Saint-Georges-d'Oléron (17337)        | 48. Saint-Georges-de-Didonne (17333)   |
| 49. Saint-Georges-du-Bois (17338) | 50. Saint-Germain-de-Marencennes (17340) | 51. Saint-Hippolyte (17346)               | 52. Saint-Jean-d'Angle (17348)         |
| 53. Saint-Just-Luzac (17351)      | 54. Saint-Laurent-de-la-Prée (17353)     | 55. Saint-Mard (17359)                    | 56. Saint-Nazaire-sur-Charente (17375) |
| 57. Saint-Palais-sur-Mer (17380)  | 58. Saint-Pierre-d'Amilly (17382)        | 59. Saint-Pierre-d'Oléron (17385)         | 60. Saint-Saturnin-du-Bois (17394)     |
| 61. Saint-Sornin (17406)          | 62. Saint-Sulpice-de-Royan (17409)       | 63. Saint-Trojan-les-Bains (17411)        | 64. Soubise (17429)                    |
| 65. Surgères (17434)              | 66. Thairé (17443)                       | 67. Le Thou (17447)                       | 68. Tonnay-Charente (17449)            |
| 69. La Tremblade (17452)          | 70. Vandré (17457)                       | 71. Vaux-sur-Mer (17461)                  | 72. Vergeroux (17463)                  |
| 73. Virson (17480)                | 74. Vouhé (17482)                        | 75. Yves (17483)                          | 76. Échillais (17146)                  |
| 77. L'Éguille (17151)             | 78. Étaules (17155)                      | 79. Île-d'Aix (17004)                     |                                        |